# Кубок европейских чемпионов по волейболу среди женщин 1996/1997
37-й розыгрыш Кубка европейских чемпионов по волейболу среди женщин проходил с 12 октября 1996 по 9 марта 1997 года с участием 28 клубных команд из 27 стран-членов Европейской конфедерации волейбола (ЕКВ). Финальный этап был проведён в Бергамо (Италия). Победителем турнира впервые в своей истории стала итальянская команда «Фоппапедретти» (Бергамо).

## Команды-участницы
| Страна               | Команда                          |                                           |
| -------------------- | -------------------------------- | ----------------------------------------- |
| Австрия              | «Пост» (Вена)                    | Чемпион Австрии 1996                      |
| Англия               | «Британния Мьюзик Сити» (Лондон) | Чемпион Англии 1996                       |
| Бельгия              | «Керхер» (Херенталс)             | Чемпион Бельгии 1996                      |
| Болгария             | «Левски-Сиконко» (София)         | Чемпион Болгарии 1996                     |
| Босния и Герцеговина | «Ревеус» (Лукавац)               | Чемпион Боснии и Герцеговины 1996         |
| Германия             | «УСК Мюнстер» (Мюнстер)          | Чемпион Германии 1996                     |
| Греция               | «Филатлетик» (Врилисия)          | Чемпион Греции 1996                       |
| Дания                | «Хольте» (Хольте)                | Чемпион Дании 1996                        |
| Израиль              | «Хапоэль» (Кирьят-Ям)            | Чемпион Израиля 1996                      |
| Испания              | «Альбасете» (Альбасете)          | Чемпион Испании 1996                      |
| Италия               | «Пармалат» (Матера)              | победитель розыгрыша Кубка чемпионов 1996 |
| Италия               | «Фоппапедретти» (Бергамо)        | Чемпион Италии 1996                       |
| Кипр                 | АЭЛ (Лимасол)                    | Чемпион Кипра 1996                        |
| Латвия               | «Кимикис» (Даугавпилс)           | Чемпион Латвии 1996                       |
| Люксембург           | «Мамер» (Мамер)                  | Чемпион Люксембурга 1996                  |
| Нидерланды           | «Бондюэль» (Вюгт)                | Чемпион Нидерландов 1996                  |
| Португалия           | «Каштелу да Мая» (Мая)           | Чемпион Португалии 1996                   |
| Россия               | «Уралочка» (Екатеринбург)        | Чемпион России 1996                       |
| Румыния              | «Рапид» (Бухарест)               | Чемпион Румынии 1996                      |
| Словакия             | «Спаса» (Жилина)                 | Чемпион Словакии 1996                     |
| Словения             | «Браник» (Марибор)               | Чемпион Словении 1996                     |
| Турция               | «Эмлякбанк» (Анкара)             | Чемпион Турции 1996                       |
| Украина              | «Искра» (Луганск)                | Чемпион Украины 1996                      |
| Финляндия            | «Васама» (Вааса)                 | Чемпион Финляндии 1996                    |
| Франция              | «Расинг Клуб де Канн» (Канны)    | Чемпион Франции 1996                      |
| Чехия                | «Оломоуц» (Оломоуц)              | Чемпион Чехии 1996                        |
| Швейцария            | РТВ (Базель)                     | Чемпион Швейцарии 1996                    |
| Югославия            | «Единство» (Ужице)               | Чемпион Югославии 1996                    |

## Система проведения розыгрыша
В турнире принимали участие действующий обладатель Кубка итальянский «Пармалат» (Матера) и чемпионы 27 стран-членов ЕКВ. Соревнования состояли из квалификации (два раунда), предварительного и финального этапов. Напрямую в предварительный этап получили возможность заявить своих представителей страны, команды которых в предыдущем розыгрыше заняли в группах 1—4 места (Австрия, Бельгия, Венгрия, Германия, Италия, Россия, Украина, Франция). Остальные участники предварительной стадии определялись в ходе квалификации.
На предварительном этапе 16 команд-участниц разбиты на 2 группы. В группах команды играли в один круг. В финальный этап вышли команды, занявшие в группах два первых места.
Финальный этап проводился в формате «финала четырёх» — полуфинал и два финала (за 3-е и 1-е места).

## Квалификация

### 1-й раунд
12—20.10.1996
 АЭЛ (Лимасол) —  «Ревеус» (Лукавац)
12 октября. 3:0 (15:6, 15:4, 15:5).
13 октября. 3:0 (15:5, 15:2, 15:5). Оба мачта прошли в Лимасоле.
 «Хольте» —  «Васама» (Вааса)
12 октября. 0:3 (4:15, 10:15, 15:17).
19 октября. 0:3 (4:15, 5:15, 8:15).
 «Браник» (Марибор) —  «Хапоэль» (Кирьят-Ям)
12 октября. 3:0 (15:13, 15:2, 15:8).
19 октября. 0:3 (11:15, 14:16, 7:15). Общий счёт игровых очков по сумме двух матчей 77:69.
 «Мамер» —  «Британния Мьюзик Сити» (Лондон)
12 октября. 0:3 (12:15, 4:15, 11:15).
20 октября. 0:3 (8:15, 11:15, 1:15).

### 2-й раунд
29.11—8.12.1997
 «Единство» (Ужице) —  «Фоппапедретти» (Бергамо)
29 ноября. 0:3 (8:15, 9:15, 10:15).
1 декабря. 0:3 (9:15, 8:15, 7:15). Оба мачта прошли в Ужице.
 «Оломоуц» —  «Рапид» (Бухарест)
30 ноября. 3:0 (16:14, 15:3, 15:10).
7 декабря. 3:0 (15:3, 15:5, 15:13).
 «Васама» (Вааса) —  «Эмлякбанк» (Анкара)
30 ноября. 0:3 (2:15, 6:15, 3:15).
7 декабря. 0:3 (3:15, 3:15, 10:15).
 «Британния Мьюзик Сити» (Лондон) —  «Альбасете»
30 ноября. 1:3 (5:15, 6:15. 15:13, 12:15).
7 декабря. 0:3 (3:15, 6:15, 5:15).
 РТВ (Базель) —  «Бондюэль» (Вюгт)
30 ноября. 0:3 (9:15, 12:15, 6:15).
7 декабря. 0:3 (4:15, 9:15, 8:15).
 «Кимикис» (Даугавпилс) —  «Браник» (Марибор)
30 ноября. 2:3 (9:15, 12:15, 15:13, 15:10, 14:16).
7 декабря. 0:3 (9:15, 9:15, 12:15).
 АЭЛ (Лимасол) —  «Спаса» (Жилина)
30 ноября. 0:3 (3:15, 5:15, 3:15).
7 декабря. 0:3 (4:15, 12:15, 4:15).
 «Каштелу да Майа» (Майа) —  «Левски-Сиконко» (София)
1 декабря. 0:3 (5:15, 11:15, 14:16).
8 декабря. 0:3 (5:15, 4:15, 9:15).

## Предварительный этап
8.01—18.02.1997

### Группа А
| М | Команда                   | 1   | 2   | 3   | 4   | 5   | 6   | 7   | 8   | И | В | П | С/П   | О  |
| - | ------------------------- | --- | --- | --- | --- | --- | --- | --- | --- | - | - | - | ----- | -- |
| 1 | «Уралочка» (Екатеринбург) |     | 3:0 | 3:2 | 3:0 | 1:3 | 3:0 | 3:0 | 3:0 | 7 | 6 | 1 | 19:5  | 13 |
| 2 | «Фоппапедретти» (Бергамо) | 0:3 |     | 2:3 | 3:0 | 3:0 | 3:0 | 3:0 | 3:0 | 7 | 5 | 2 | 17:6  | 12 |
| 3 | «Искра» (Луганск)         | 2:3 | 3:2 |     | 0:3 | 3:1 | 3:0 | 3:0 | 3:0 | 7 | 5 | 2 | 17:9  | 12 |
| 4 | УСК «Мюнстер»             | 0:3 | 0:3 | 3:0 |     | 3:1 | 3:0 | 3:1 | 3:0 | 7 | 5 | 2 | 15:8  | 12 |
| 5 | «Эмлякбанк» (Анкара)      | 3:1 | 0:3 | 1:3 | 1:3 |     | 3:0 | 3:0 | 3:0 | 7 | 4 | 3 | 14:10 | 11 |
| 6 | «Керхер» (Херенталс)      | 0:3 | 0:3 | 0:3 | 0:3 | 0:3 |     | 3:1 | 3:1 | 7 | 2 | 5 | 6:17  | 9  |
| 7 | «Спаса» (Жилина)          | 0:3 | 0:3 | 0:3 | 1:3 | 0:3 | 1:3 |     | 3:1 | 7 | 1 | 6 | 5:19  | 8  |
| 8 | «Браник» (Марибор)        | 0:3 | 0:3 | 0:3 | 0:3 | 0:3 | 1:3 | 1:3 |     | 7 | 0 | 7 | 2:21  | 7  |

8.01: Спаса — Керхер 1:3 (15:10, 13:15, 10:15, 9:15).
8.01: Фоппапедретти — УСК Мюнстер 3:0 (15:2, 16:14, 15:13).
8.01: Эмлякбанк — Уралочка 3:1 (5:15, 15:12, 15:10, 15:2).
8.01: Браник — Искра 0:3 (1:15, 8:15, 6:15).
14.01: Уралочка — Браник 3:0 (15:5, 15:1, 15:7).
15.01: Керхер — Искра 0:3 (4:15, 2:15, 11:15).
15.01: УСК Мюнстер — Эмлякбанк 3:1 (15:7, 10:15, 15:3, 15:9).
15.01: Спаса — Фоппапедретти 0:3 (5:15, 6:15, 3:15).
21.01: Искра — Уралочка 2:3 (13:15, 15:12, 11:15, 15:12, 13:15).
22.01: Эмлякбанк — Спаса 3:0 (15:4, 16:14, 15:6).
22.01: Браник — УСК Мюнстер 0:3 (3:15, 3:15, 6:15).
23.01: Фоппапедретти — Керхер 3:0 (15:7, 15:6, 17:16).
29.01: Керхер — Уралочка 0:3 (8:15, 6:15, 12:15).
29.01: УСК Мюнстер — Искра 3:0 (15:8, 15:10, 15:4).
29.01: Спаса — Браник 3:1 (15:11, 15:9, 15:17, 15:6).
30.01: Фоппапедретти — Эмлякбанк 3:0 (15:7, 15:9, 15:1).
4.02: Уралочка — УСК Мюнстер 3:0 (15:4, 15:9, 15:5).
5.02: Эмлякбанк — Керхер 3:0 (15:8, 15:6, 15:6).
5.02: Браник — Фоппапедретти 0:3 (3:15, 2:15, 7:15).
5.02: Искра — Спаса 3:0 (15:5, 15:6, 15:5).
12.02: Керхер — УСК Мюнстер 0:3 (5:15, 9:15, 10:15).
12.02: Спаса — Уралочка 0:3 (2:15, 7:15, 7:15).
12.02: Фоппапедретти — Искра 2:3 (10:15, 15:8, 11:15, 15:5, 12:15).
13.02: Эмлякбанк — Браник 3:0 (15:8, 15:11, 15:6).
18.02: Браник — Керхер 1:3 (15:10, 9:15, 5:15, 5:15).
18.02: Искра — Эмлякбанк 3:1 (15:12, 15:21, 12:15, 15:10).
18.02: Уралочка — Фоппапедретти 3:0 (15:2, 15:11, 15:10).
18.02: УСК Мюнстер — Спаса 3:1 (15:1, 15:1, 13:15, 15:6).

### Группа В
| М | Команда                       | 1   | 2   | 3   | 4   | 5   | 6   | 7   | 8   | И | В | П | С/П   | О  |
| - | ----------------------------- | --- | --- | --- | --- | --- | --- | --- | --- | - | - | - | ----- | -- |
| 1 | «Расинг Клуб де Канн» (Канны) |     | 3:1 | 3:0 | 3:0 | 3:2 | 3:0 | 3:0 | 3:1 | 7 | 7 | 0 | 21:4  | 14 |
| 2 | «Пармалат» (Матера)           | 1:3 |     | 0:3 | 3:0 | 3:0 | 3:0 | 3:1 | 3:0 | 7 | 5 | 2 | 16:7  | 12 |
| 3 | «Филатлетик» (Врилиссия)      | 0:3 | 3:0 |     | 1:3 | 3:0 | 3:0 | 3:0 | 0:3 | 7 | 4 | 3 | 13:9  | 11 |
| 4 | «Пост» (Вена)                 | 0:3 | 0:3 | 3:1 |     | 3:2 | 0:3 | 3:0 | 3:1 | 7 | 4 | 3 | 12:13 | 11 |
| 5 | «Бондюэль» (Вюгт)             | 2:3 | 0:3 | 0:3 | 2:3 |     | 3:2 | 3:0 | 3:0 | 7 | 3 | 4 | 13:14 | 10 |
| 6 | «Левски-Сиконко» (София)      | 0:3 | 0:3 | 0:3 | 3:0 | 2:3 |     | 2:3 | 3:0 | 7 | 2 | 5 | 10:15 | 9  |
| 7 | «Альбасете»                   | 0:3 | 1:3 | 0:3 | 0:3 | 0:3 | 3:2 |     | 3:1 | 7 | 2 | 5 | 7:18  | 9  |
| 8 | «Оломоуц»                     | 1:3 | 0:3 | 3:0 | 1:3 | 0:3 | 0:3 | 1:3 |     | 7 | 1 | 6 | 6:18  | 8  |

8.01: Бондюэль — РК де Канн 2:3 (16:14, 13:15, 15:6, 16:17, 17:19).
8.01: Альбасете — Филатлетик 0:3 (9:15, 13:15, 9:15).
8.01: Левски-Сиконко — Пост 3:0 (16:14, 15:10, 15:8).
8.01: Оломоуц — Пармалат 0:3 (4:15, 10:15, 11:15).
14.01: РК де Канн — Пармалат 3:1 (12:15, 15:5, 15:7, 15:11).
15.01: Пост — Оломоуц 3:1 (15:7, 15:7, 7:15, 15:10).
15.01: Филатлетик — Левски-Сиконко 3:0 (15:8, 15:11, 15:4).
15.01: Бондюэль — Альбасете 3:0 (15:5, 15:7, 15:9).
21.01: Левски-Сиконко — Бондюэль 2:3 (16:14, 15:10, 6:15, 9:15, 13:15).
22.01: Альбасете — РК де Канн 0:3 (4:15, 7:15, 3:15).
22.01: Оломоуц — Филатлетик 3:0 (15:9, 15:8, 15:10).
23.01: Пармалат — Пост 3:0 (15:13, 15:5, 15:12).
29.01: РК де Канн — Пост 3:0 (15:3, 15:2, 16:14).
29.01: Филатлетик — Пармалат 3:0 (15:13, 15:6, 15:6).
29.01: Бондюэль — Оломоуц 3:0 (15:3, 15:2, 15:4).
29.01: Альбасете — Левски-Сиконко 3:2 (12:15, 16:14, 16:14, 6:15, 17:15).
5.02: Левски-Сиконко — РК де Канн 0:3 (5:15, 6:15, 12:15).
5.02: Оломоуц — Альбасете 1:3 (12:15, 15:8, 3:15, 5:15).
6.02: Пармалат — Бондюэль 3:0 (15:9, 15:8, 15:11).
6.02: Пост — Филатлетик 3:1 (15:8, 13:15, 15:10, 15:2).
12.02: РК де Канн — Филатлетик 3:0 (15:12, 15:4, 15:12).
12.02: Бондюэль — Пост 2:3 (6:15, 4:15, 15:11, 15:5, 12:15).
12.02: Альбасете — Пармалат 1:3 (6:15, 3:15, 15:13, 0:15).
12.02: Левски-Сиконко — Оломоуц 3:0 (15:5, 15:9, 15:12).
18.02: Оломоуц — РК де Канн 1:3 (17:15, 8:15, 14:16, 2:15).
18.02: Пармалат — Левски-Сиконко 3:0 (15:12, 15:4, 17:15).
18.02: Пост — Альбасете 3:0 (15:10, 17:15, 15:2).
18.02: Филатлетик — Бондюэль 3:0 (15:7, 15:12, 15:7).

## Финал четырёх
8—9 марта 1997.  Бергамо.
Участники:
 «Фоппапедретти» (Бергамо) 

 «Уралочка» (Екатеринбург) 

 «Пармалат» (Матера)

 «Расинг Клуб де Канн» (Канны)

### Полуфинал
8 марта
 «Уралочка» —  «Пармалат»
3:2 (15:13, 6:15, 15:5, 9:15, 15:8)
 «Фоппапедретти» —  «Расинг Клуб де Канн»
3:0 (15:3, 15:5, 15:7)

### Матч за 3-е место
9 марта
 «Расинг Клуб де Канн» —  «Пармалат»
3:1 (5:15, 15:6, 15:9, 15:10)

### Финал
9 марта
 «Фоппапедретти» —  «Уралочка»
3:1 (7:15, 15:12, 15:9, 15:9)

### Итоги

#### Положение команд
| «Фоппапедретти» (Бергамо)     |
| «Уралочка» (Екатеринбург)     |
| «Расинг Клуб де Канн» (Канны) |
| 4. «Пармалат» (Матера)        |

#### Призёры
«Фоппапедретти» (Бергамо): Прикеба Фиппс, Антонелла Брагалья, Элиза Галастри, Луизелла Милани, Дарина Мифкова, Мауриция Каччатори, Моника Реале, Алессия Конти, Сабрина Бертини, Камелия Малинова. Тренер — Атанас Малинов.
  «Уралочка» (Екатеринбург): Татьяна Грачёва,  Инесса Емельянова, Елена Година, Юлия Тимонова, Анастасия Беликова, Наталья Сафронова, Ольга Чуканова, Ирина Тебенихина, Мария Лихтенштейн. Тренер — Николай Карполь.
  «Расинг Клуб де Канн» (Канны): Лоран Дотэ, Карин Салинас, Виктория Равва, Мари Тари, Чжоу Хун, Кинга Мацулевич, Маргарита Окрачкова, Лоренс Пласман, Карин Гуэр, Сесиль Риго. Главный тренер — Янь Фан.